# Burgos (prowincja)
Burgos – prowincja w Hiszpanii, w Kastylii i Leónie, mająca stolicę w mieście o tej samej nazwie.
Liczba mieszkańców wynosi 375 657 (INE, 2011), a powierzchnia – 14 022 km². Graniczy z prowincjami: Segowia, Valladolid i Palencia oraz z Górami Kantabryjskimi i Iberyjskimi.
Na terenie prowincji znajduje się elektrownia jądrowa w Santa María de Garoña (reaktor 466 MW).

## Comarki
Merindades
     La Bureba
     Ebro
     Sedano y Las Loras
     Páramos
     Burgos
     Montes de Oca
     Arlanza
     Sierra de la Demanda
     Ribera del Duero
W skład prowincji Burgos wchodzą następujące comarki:
- Merindades
- Páramos
- La Bureba
- Ebro
- Odra-Pisuerga
- Alfoz de Burgos

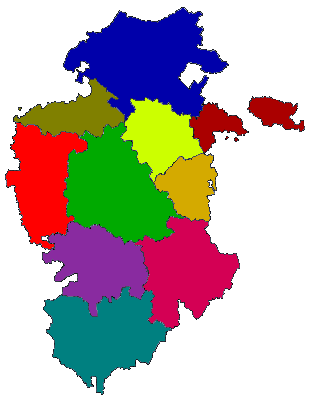
Comarki prowincji Burgos.
Merindades
La Bureba
Ebro
Sedano y Las Loras
Páramos
Burgos
Montes de Oca
Arlanza
Sierra de la Demanda
Ribera del Duero